# Ashton Rome
Ashton Rome (* 31. Dezember 1985 in Nesbitt, Manitoba) ist ein ehemaliger kanadischer Eishockeyspieler, der im Verlauf seiner aktiven Karriere zwischen 2002 und 2018 unter anderem 158 Spiele für die Düsseldorfer EG, Schwenninger Wild Wings und Iserlohn Roosters in der Deutschen Eishockey Liga (DEL) auf der Position des rechten Flügelstürmers bestritten hat. Darüber hinaus absolvierte Rome weitere 320 Partien in der American Hockey League (AHL).

## Karriere
Rome begann seine Eishockeykarriere in der Western Hockey League (WHL) bei den Moose Jaw Warriors, Red Deer Rebels und den Kamloops Blazers. Er wurde gleich zweimal im Entry Draft der National Hockey League (NHL) gezogen, zuerst 2004 von den Boston Bruins, und erneut 2006 von den San Jose Sharks, nachdem die Bruins ihn nicht unter Vertrag genommen hatten.
Seine Profikarriere begann Rome bei den Worcester Sharks in der American Hockey League (AHL), wo er von 2006 bis 2008 spielte. In der Saison 2008/09 wurde er nach nur drei Spielen zu den Phoenix RoadRunners in die ECHL transferiert, spielte aber auch sechs Spiele für die Toronto Marlies. In der Saison 2009/10 spielte er 21 Spiele für die Marlies (AHL), 39 Spiele für die Idaho Steelheads (ECHL) und kehrte zu Saisonende in die AHL zurück, wo er mit den Hershey Bears den Calder Cup, die AHL-Meisterschaft, gewann. Nachdem der Titel in der darauffolgenden Saison nicht verteidigt werden konnte, wechselte Rome zu den Portland Pirates. 
Nach nur fünf Spielen für die Greenville Road Warriors wechselte Rome am 25. Oktober 2012 zur Düsseldorfer EG in die Deutsche Eishockey Liga (DEL), wo er in seinem ersten Spiel bereits nach knapp 5 Minuten eine Matchstrafe kassierte. Am 6. Februar 2014 gab die Düsseldorfer EG bekannt, dass Ashton Rome, trotz der nur wenige Wochen vorher erfolgten Vertragsverlängerung bis 2015, aus persönlichen Gründen die Vereinsführung um eine Vertragsauflösung zum Saisonende 2013/2014 gebeten hat, welcher in beiderseitigem Einvernehmen zugestimmt wurde.
Im Jahr 2014 gaben die Schwenninger Wild Wings bekannt, Rome verpflichtet zu haben. Er absolvierte in der Saison 2015/16 seine zweite Spielzeit für die Schwarzwälder. Im März 2016 wurde sein Abgang aus Schwenningen bekanntgegeben, im Folgemonat gaben die Iserlohn Roosters seine Verpflichtung bekannt. In Iserlohn wurde der Neuzugang zu Saisonbeginn Assistenzkapitän. Dieses Vertrauen konnte er jedoch nicht rechtfertigen und gehörte nach Unstimmigkeiten bereits ab Oktober 2016 nicht mehr zum Kader der Roosters. Am 12. Dezember 2016 wurde sein Vertrag aufgelöst. Vier Tage später unterschrieb Rome einen Vertrag bei den Manchester Monarchs in der ECHL und verbrachte dort den Rest der Spielzeit. Anschließend schloss er sich den neu gegründeten Worcester Railers in derselben Liga an. Nachdem er für die Schlussphase der Saison 2017/18 wieder an die Monarchs abgegeben wurde, beendete er im Sommer 2018 seine Karriere.

## Erfolge und Auszeichnungen
- 2010 Calder-Cup-Gewinn mit den Hershey Bears

## Karrierestatistik
(Legende zur Spielerstatistik: Sp oder GP = absolvierte Spiele; T oder G = erzielte Tore; V oder A = erzielte Assists; Pkt oder Pts = erzielte Scorerpunkte; SM oder PIM = erhaltene Strafminuten; +/− = Plus/Minus-Bilanz; PP = erzielte Überzahltore; SH = erzielte Unterzahltore; GW = erzielte Siegtore; 1 Play-downs/Relegation; Kursiv: Statistik nicht vollständig)

## Familie
Auch drei Brüder von Ashton Rome waren als professionelle Eishockeyspieler aktiv. Aaron Rome kam zu knapp 250 Einsätzen für die Anaheim Ducks, Columbus Blue Jackets, Vancouver Canucks und Dallas Stars in der NHL. Reagan Rome spielte hauptsächlich in der AHL und ECHL, verbrachte aber auch eine Saison bei den Lausitzer Füchsen in der 2. Bundesliga. Ryan Rome war in der Central Hockey League und United Hockey League aktiv.